# Ailok Laran (Tasi Mean)
Ailok Laran (Kailokolaran) ist ein osttimoresischer Ort in der Aldeia Tasi Mean (Suco Aidabaleten, Verwaltungsamt Atabae, Gemeinde Bobonaro). Er liegt in einer Meereshöhe von 10 m.
Ailok Laran befindet sich im Nordwesten der Aldeia Tasi Mean, an der Sawusee. Nördlich mündet der Lóis ins Meer. Die Küstenstraße kommt von Süden, durchquert Ailok Laran und biegt dann nach Osten ab, dem Lóis folgend. Nach Süden nimmt die Besiedlung entlang der Straße bis zum Nachbarort Malebauk kaum ab. Östlich liegt an der Straße der Weiler Nunagbae.
In Ailok Laran stehen eine Grundschule und ein Konvent der Steyler Missionsschwestern (SSPS).